# Anthracophagella sulcifrons
Anthracophagella sulcifrons är en tvåvingeart som först beskrevs av Becker 1911.  Anthracophagella sulcifrons ingår i släktet Anthracophagella och familjen fritflugor.
Artens utbredningsområde är Sri Lanka. Inga underarter finns listade i Catalogue of Life.